# Saint-Hilaire-de-Villefranche
Saint-Hilaire-de-Villefranche es una comuna nueva francesa situada en el departamento de Charente Marítimo, de la región de Nueva Aquitania.

## Historia
El 1 de enero de 2019 absorbe la comuna de La Frédière.

## Demografía
Según los datos aportados en la última resolución del prefecto de Charente Marítimo, la comuna pasa a tener 1316 habitantes.

## Composición
| Comuna fusionada              | Código INSEE | Población   | Superficie (km²) | Densidad (hab./km²) |
| ----------------------------- | ------------ | ----------- | ---------------- | ------------------- |
| La Frédière                   | 17169        | 69 (2016)   | 2.89             | 24                  |
| Saint-Hilaire-de-Villefranche | 17344        | 1319 (2019) | 22.19            | 59                  |